# Lijst van napoleontische orden

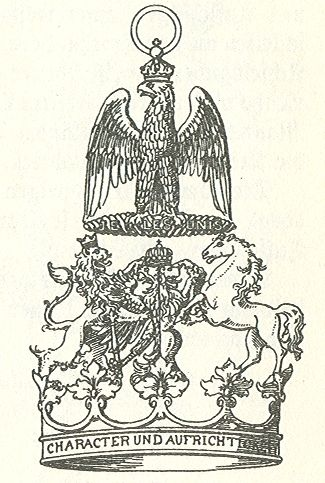
Juweel van de Orde van de Westfaalse Kroon

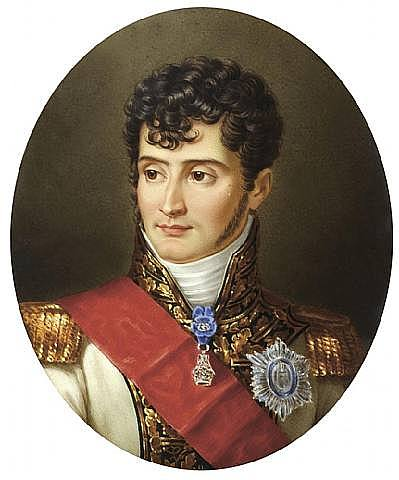
Jérôme met ster en commandeurskruis van zijn Orde van de Kroon van Westfalen door Sophie Lienard

De napoleontische orden waren ridderorden die werden ingesteld in het Franse Keizerrijk van Napoleon Bonaparte en vazalstaten van het Franse keizerrijk.
De leden van het huis Bonaparte en de tot hertog van Parma benoemde Jean-Jacques-Régis de Cambacérès vervingen de ridderorden van de staten die zij gingen regeren in een aantal gevallen door zelfgeschapen orden. Deze Napoleontische Orden waren met veel ceremonieel en pracht en praal omgeven.
Kenmerkend voor de napoleontische orden is dat zij de ridders inkomsten uit de staatskas of de in beslag genomen goederen van de Rooms-Katholieke Kerk of de Orde van Malta garandeerden.
Kenmerkend voor deze nieuwe orden is ook dat zij, voor het eerst, ook burgers en de door de Franse Revolutie geëmancipeerde Joden in hun midden opnamen. De oude Europese orden waren voor edelen gereserveerd geweest en hadden vrijwel allemaal ook een religieus karakter.
De Bonapartes gebruikten de orden om de machtigen in hun landen aan hun kroon te binden en met inkomsten aan zich te verplichten. Napoleon noemde het Legioen van Eer "speelgoed, maar speelgoed waarvoor mannen hun leven wagen". Bijzonder is dat Napoleon volhield dat het Legioen van Eer géén ridderorde was.
Niet alle napoleontische orden hadden een militair karakter.

## Overzicht van de napoleontische orden
Frans Keizerrijk
- Het al tijdens het Consulaat ingestelde Legioen van Eer mocht geen ridderorde heten maar was het voorbeeld voor de napoleontische orden.
- De Orde van de Drie Gulden Vliezen
- De Orde van de Reünie

Koninkrijk Italië
- De Orde van de IJzeren Kroon

Koninkrijk Holland
- De Orde van de Unie

Koninkrijk Westfalen
- De Orde van de Kroon van Westfalen

Koninkrijk Spanje
Koning Joseph I, Napoleons oudere broer Joseph Bonaparte, hield de Orde van het Gulden Vlies aan en benoemde zijn broers in deze oude Orde. Hij stichtte ook een
- Koninklijke Ridderorde van Spanje (1809)

Koninkrijk Napels
- De Militaire Orde van Sint-Joris van de Wedervereniging 1808
- De Orde van de Beide Siciliën